# Fenestella phaeospora
Fenestella phaeospora är en svampart som tillhör divisionen sporsäcksvampar, och som beskrevs av Pier Andrea Saccardo. Fenestella phaeospora ingår i släktet Fenestella, och familjen Fenestellaceae. Arten är reproducerande i Sverige.